# Utilisateurs de Beechcraft King Air

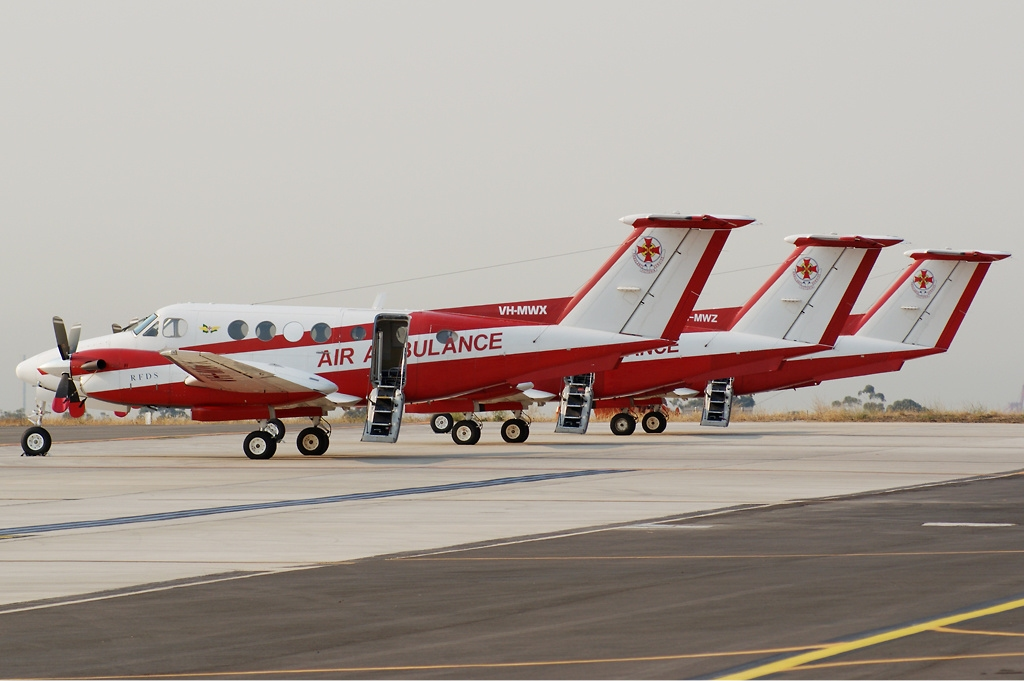
B200 Super King Air du Royal Flying Doctor Service australien en 2009.

Le Beechcraft King Air a fait l'objet de nombreuses versions. Si certains modèles, comme le T-44A ou le C-12 Huron ont été construits pour une utilisation militaire bien déterminée, un certain nombre de King Air civils ont ou sont encore utilisés par des forces armées, des organismes gouvernementaux, etc.
De même un certain nombre de King Air ont été ou sont utilisés par des opérateurs commerciaux.

## Militaires
- Algérie : les Forces aériennes algériennes ont reçu 9 Model 90 (7T-WCF/H).
- Bolivie : La Force aérienne bolivienne a pris livraison en 1973 d’un Model A90 (FAB-001 puis FAB-006) destinés aux déplacements présidentiels. Détruit sur accident le 26 avril 1979[1], il a été remplacé par un Model F90 (FAB-018).
- Espagne : Neuf C90 ont été livrés en 1975 à l'Armée de l'air espagnole, qui les a désigné E.22. (E .22-1/6, c/n LJ-603, 605, 608, 621, 623/4, 663/5). 6 sont utilisés par l’Escadron 744 pour la formation multimoteur et trois par l’École Nationale d’Aéronautique. Deux Model A100 (EC-CHD, c/n B-193 et EC-BHE, c/n B-195) ont été également versés à l’ENA sous la désignation E.23.
- États-Unis :  
  - US Air Force : A utilisé un VC-6A.
  - US Army : Le premier U-21A fut livré le 16 mars 1967. Fin 1969 la 1st Signal Brigade de l’US Army reçut ses premiers EU-21A. Ces appareils, modifiés en relais radio, permettaient de gérer en mode sécurisé trois réseaux de communications au-dessus du champ de bataille dans un rayon de 260 km, le relais-volant opérant à 1 000 m d’altitude[2]. Le Ute pouvant tenir l’air cinq heures et la zone de couverture radio s’élargissant à une altitude plus élevée, la mise en œuvre de ces appareils permettait à une petite unité mobile ou à une unité de reconnaissance de rester en contact permanent avec son commandement. Ils furent donc très sollicités durant la guerre du Viêt Nam. Le U-21 a également été associé au développement des systèmes électroniques de surveillance du champ de bataille, en particulier du système Guardrail, dont il fut le premier vecteur aérien. Le 15th Military Intelligence Batallion, qui mit en œuvre les R-21H. Au début des années 1990 l’Aviation Troop Command remplaça ses U-21 par des C-12 Huron. En 1998 ne restaient plus en service que 4 appareils, loués à la Navy. L’Army Aviation a également pris en compte un VC-6A.
  - US Navy : Après avoir évalué un U-21A, la marine américaine a loué auprès de l’US Army quatre U-21F (70-15909/15912) pour les besoins de l’US Navy Test Pilot School de Paux River. Ces appareils étaient toujours en service en 2004 (67-18096). Les premiers T-44A ont été livrés le 5 avril 1977, cet appareil étant affecté en priorité au VT-31 (Training Wing Four) de NAC Corpus Christi, au Texas. 4 T-44A ont été perdus sur accident entre 1980 et 1984, un autre détruit au sol le 23 octobre 2002 durant une tornade. En février 2023, il est annoncé un contrat pour 64 King Air 260, désigné T-54A, qui les remplacera[3]…
- France : Armée de l'air française, deux avions légers de surveillance et de reconnaissance, des 350 modifiés, sont commandés en 2016 avec un de plus en option[4], avec une livraison prévue après l'intégration des équipements fin 2018 pour le premier, 2019 pour le second[5]. L'armée de l'air et de l'espace a réceptionné ses 2 appareils en 2020, livrés à l'Escadron de Surveillance, de Reconnaissance et d'Attaque 4/33 Périgord. En mai 2022, ils sont déclarés opérationnels[6].
- Japon : Force maritime d’autodéfense, 40 C90 et C90A ont été livrés à la Marine japonaise depuis 1973. 34 ont été versés au 202 Kyoiku Kōkūtai de Tokushima et sont utilisés pour l’entrainement multimoteur avec la désignation TC-90. Cinq sont utilisés comme avions de liaison (LC-90) par les unités opérant sur P-3 Orion et un exemplaire désigné UC-90 est aménagé pour la reconnaissance photographique.
- Maroc : 6 King Air A100 ont été pris en compte par les Forces royales air (CN-ANA/F, c/n B-180/183 et B-186/187).
- Suisse : Forces aériennes suisses, 1 x Model 350C Super King Air (T-721) pour le transport et la cartographie au sein du Service de transport aérien de la Confédération (STAC)

## Gouvernementaux ou officiels
- Australie :
  - Royal Flying Doctor Service : A utilisé un grand nombre de Model 90, mais le dernier a été retiré en 2006, les appareils étant remplacés par des Model 200 et des Pilatus PC-12.

- France :
  - L'Institut géographique national exploite depuis mars 1977 quatre Beechcraft Super King Air 200 T dotés de bidons d'extrémité de voilure leur procurant une autonomie de 8 heures.
  - Direction générale des douanes et droits indirects : Sept Beechcraft King Air 350 et 350ER sont exploités, reçus entre 2011 et 2019, qui remplacent les F406 Polmar et Surmar.

- Taïwan
  - Corps national de service aéroporté : un exemplaire en 2020 pour ce service de secours.

## Sources
1. ↑  AJ Pelletier p. 138
2. ↑  (en) « U-21 Ute », sur GlobalSecurity.org (consulté le 22 avril 2023).
3. ↑  Jean-Francois Bourguin, « La Marine Américaine sélectionne le King Air 260 pour l’instruction », sur Aerobuzz, 24 février 2023
4. ↑  Defens'Aero, « PHOTO - Le premier King Air 350 de l'Armée de l'Air se montre lors d'un vol d'essais - Defens'Aero », Defens'Aero,‎ 12 mai 2017 (lire en ligne, consulté le 16 mai 2017)
5. ↑  « L'avion léger de renseignement "VADOR" de l'armée de l'Air & de l'Espace a été enfin déclaré opérationnel », sur Zone Militaire, 28 mai 2022 (consulté le 16 juin 2022)